# Hoplolabis latiloba
Hoplolabis latiloba là một loài ruồi trong họ Limoniidae. Chúng phân bố ở miền Cổ bắc.